# آل (افسانه)
آل یا زائوترسان موجودی خیالی-افسانه‌ای است. در باور عامه، موجودی است که اگر زن تازه‌زا را تنها بگذارند، سراغش می‌آید و به او آزار یا آسیب می‌رساند.
آل در زبان ترکی به معنای خرید است ، اما در این مقاله و عموما وقتی کلمه آل استفاده میشود منظور همان موجود افسانه ای است.
آل یک گونه از موجودات اهریمنی در باور مردمان قفقاز، طالشان، ایران، آسیای میانه و بخش‌هایی از جنوب روسیه است.
در باورهای سنتی، نقش آل‌ها در تولید مثل انسان‌هاست به همین دلیل آنها را اهریمن وضع حمل یا زایمان می‌دانند.
آلها در مناطق گوناگون دارای نامهای مختلفی هستند مثلاً در ارمنستان به «آلک»، در میان کردها به «اُل»، در افغانستان و تاجیکستان به «هال» یا «خال»، در کشورهای ترک‌زبان آسیای میانه به «آلباستی» یا «آلماستی» و در میان مردم کشمیر و بدخشان به «هالماستی» و در میان لرها به «آل و یال». جملاتی از این دست «یال بزنت مار بزنت عقرب گیجال بزنت» نشان از حضور آل در فرهنگ عامه می‌باشد.
در فرهنگ مردم لر ومردم کرد هم وجود آلها با عبارات رایجی مانند «آل برده» و «الهی آل ببردت» به چشم می‌خورد.
در روایات ارمنی، آلها قلب و شش زن درحال زایمان، زن آبستن و زنی تازه زایمان کرده (زائو) را می‌دزدند وسبب مرگ او می‌شوند. آنها همچنین با آسیب رساندن به جنین در زهدان مادر سبب سقط جنین می‌شوند.
آلها نوزادان زیر چهل روز را دزدیده و اقدام به تعویض آنها با بچه خود یا بچه جن می‌کنند. (مانند اِلفها در باورهای ژرمنی).
آلها نیز مانند انسانها دارای دو جنس زن و مرد هستند.

## ماهیت وجودی آلها
در بسیاری از منابع خبر از وجود قومیت‌هایی با ماهیت انسانی گزارش گردیده که دلالت بر وجود جماعتی از زنانی دارد که در دوران‌هایی زندگانی بر مبنای وحشی زیستی و غارت‌گری دارد که با نام آل شناخته می‌شده‌اند. در این منابع، محل سکونت اصلی آلها، جلگه‌های بین رودخانه دون و دریای سیاه تا سرزمین قفقاز و آتروپاتن قدیم درج شده است. در برخی منابع از زنانی جنگ جو و سرکش به نام آمازون یاد کرده‌اند که تقریباً در همان منطقه سکونت داشتند. در کتاب مشیرالدوله آمده است: «زنان آمازون در جلگه‌ای موسوم به تمیس سیر در کنار ترمودون سکنی داشتند و ملکه این مردم تالس تریس نام، بر تمامی مردمانی که از کوه‌های قفقاز تا رود فازریون کنونی منتشر بودند، سلطنت می‌کرد.»
داستان زنان آمازون بسیار مفصل و خواندنی است. نویسندگان پیش از میلاد اغلب در آثار خود از آن‌ها یاد کرده‌اند. نوشته‌های آن‌ها گویای آن است که آمازون‌ها گروهی از آل‌ها بوده‌اند و صرفاً به دلیل این که یک پستان داشتند (به شوند اینکه با دست راست تیراندازی کنند پستان راست را می‌سوزاندند) از سوی یونانی‌ها موسوم به صفت آمازون شدند که طبعاً در بین آریایی‌ها به همان نام اصلی، یعنی آل نامیده می‌شدند. این زنان جنگاور و مهیب، در تاخت و تاز، جنگ‌ها و آوارگی‌های قوم خود یعنی آلان یا آل سهیم بودند؛ و بعید نیست که دسته‌های انبوهی از آن‌ها به جنوب قفقاز سرازیر شده و بدواً و مدت‌ها به صورت مهاجرانی آواره تا به کادوسیه و آتروپاتن رسیده و در آن جاها زندگی کرده‌اند و بعدها در نتیجه تصادماتی با بومیان، سرکوب و طرد شده‌اند اما تهاجمات پنهانی و جنگ و گریزهایشان شاید به حکم قانون نزاع بقا ادامه یافته و تدریجاً چهره‌ای افسانه‌ای یافته‌اند. از این رو محتمل است که (آله ژن = زن آل) افسانه‌ها، همان زن‌های آل تاریخی باشند که یونانی‌ها آن‌ها را آمازون خوانده‌اند. در برخی منابع مطالبی آمده که نشان می‌دهد زنان آل را ساورومات نیز نامیده‌اند. دیاکونوف می‌نویسد، «ساورومات‌ها قومی بودند که زنان بر آن حکومت می‌کردند و کاهنان و جنگاورانشان زنان بودند.» این زنان سلحشور یعنی ساورومات را هرودوت از بازماندگان آمازون‌ها می‌دانسته.

#### چگونگی راهیابی آلهای تاریخی قفقاز به افسانه‌ها
اکنون باید دید که آلهای یاد شده به صورت موجوداتی اسرار آمیز که همیشه در خفا و کمین هستند، چگونه وارد زندگی و فرهنگ برخی قوم‌ها به‌خصوص اقوام شمال غرب فلات ایران و بسیاری مناطق دیگر شده‌اند. آل تاریخی که دست کم از دوران مادها تا یورش مغولان گوشهٔ پر ماجرایی از تاریخ جوامع ماوراء قفقاز را اشغال کرده‌اند، بارها به سرزمین‌های جنوبی سرازیر شده‌اند (گاه با تاخت و تاز و غارت و گاه نیز به عنوان آواره و پناهنده) زیستن به صورت مخفی و مخوف، در حاشیهٔ زندگی اهالی، بیشتر موافق وضعیت اخیر یعنی آوارگی و از هم پاشیدگی زندگیشان می‌باشد. در این بین این آلهای آواره و اکثراً مؤنث در کوره بیابان‌ها و جنگل‌ها به صورت مخفیانه زندگی کردند که در این گذر با چهره‌هایی نا خوشایند و ژولیده از غارت‌های شبانه روستاها و دیرها گذران زندگی می‌کردند. مهم‌ترین شاخصه این نوع زندگیه تنها و بی همسری، رو آوردن به دختر بچه دزدی در بسیاری روایات است که در این داستان‌ها آورده شده این زنان حتی به زنان باردار حمله‌ور گردیده و نوزاد در جنین مادران را به طرز وحشیانه‌ای از رحم خارج کرده و میرباییدند؛ و اینکه برای این آلان فقط فرزند مؤنث ارزش داشته و فرزند ذکور را از بین می‌بردند، شاید بر این مبنا باشد که نژادی و جنسی از خود را فقط مورد قبول داشتند و دختر بچه‌ها را در نزد خود و به رسم خود پرورش می‌دادند. در برخی منابع نخستین یورش آلان‌ها به صفحات جنوب قفقاز و ارس که شرح آن در نوشته‌ها آمده است، بار اول در حدود ۷۵ م در عهد پادشاهی بلاش اول و بار دوم در سال ۱۳۰ م در زمان پادشاهی بلاش دوم، رخ داده است و در مواردی بسیار در دوران‌های دیگر به سرزمین ایران به صورت پراکنده حمله‌ور شده یا مهاجرت کرده‌اند.

## اجزای بدن و صورت آلها بر اساس افسانه‌ها
اجزای بدن وصورت آلها بدین سان توصیف شده است: بینی گِلی، چشمانی آتشین، موهایی ژولیده و نامرتب، دندانهایی آهنین با نیشهایی به جلو آمده مانند گراز وحشی و پستانهایی آویزان مانند پیرزنها.
بنابر باورهای کهن، آلها پس از دزدیدن قلب و شش زن و زمانی که دیگر زن زنده نمانده است، اقدام به فرار و عبور از اولین آب جمع شده در یک جا یا اولین منبع آب می‌کنند.
طلسمهای مانع آل، مانند دیگر طلسمها برای دیگر شیاطین است.
این طلسمها شامل افسون، دعا، اشیای فلزی، سیر و پیاز و جلوگیری کردن از رسیدن آل به آب است.
در ایران آلها به شکل پیرزنی لاغر و استخوانی با بینی گِلی وصورتی سرخ به همراه سبدی حصیری برا ی شش و جگرهای دزدیده شده تصویر شده است.
در آسیای میانه، آلها چنین روایت شده‌اند: موجوداتی چاق و زشت و پیرزنانی پرمو با پستان‌های آویزان به همراه سبدی پشمی که جگر و شش‌های قربانیان را درون آن قرار می‌دهند.
برطبق بسیاری از روایات خاور نزدیک، خدا یک آل را برای همسری آدم یا اولین بشر آفرید امّا آدم فانی و خاکزاد با آل که از جنس آتش است، ناسازگار بود. این آغاز و ریشهٔ دشمنی آلها با حوا وهمه دختران اوست.

## چاقوی آل‌ها
در ادبیات شفاهی کرمان، آل بعد از بریدن جگر زن حامله آن را در جوی آب می‌شوید تا بخورد. به محض خورده شدن جگر، زن حامله خواهد مرد.
در اکثر خانواده‌های قدیمی یکی از مردان کهنسال در جوانی خود به آل در حال بردن یا شستن جگر برخورد کرده است. آل به نهیب جمله‌ای مانند (نقل قول از داستان روایت شده): «چه کار می‌کنی؟ برو این جگر را از هر کجا برداشتی بگذار سر جایش پتیاله» می‌ترسد و فرار می‌کند و چاقوی خود را به جا می‌گذارد.
این چاقو تیغه‌ای آبی رنگ دارد و هیچ وقت تیزی خود را از دست نمی‌دهد. در تمامی داستان‌ها راوی ادعا می‌کند که این چاقو را تا چند سال اخیر در اختیار داشته است.

## فیلم‌ها و بازی‌ها با موضوع آل
در سال ۱۳۸۸ فیلمی به نام آل به کارگردانی بهرام بهرامیان بر پایه همین موضوع، ساخته شد. این فیلم در ژانر وحشت و محصول ایران است و بیش از هشتاد درصد آن در ارمنستان فیلم‌برداری شده است. همچنین قرار بود بازی ویدیویی آل نیز بر پایه داستان فیلم در سال ۱۳۸۹ ساخته شود.